# Золотица (река, впадает в Белое море)
Золотица — река в Архангельской области России. Протекает по территории Летне-Золотицкого сельского поселения Приморского района. Длина реки составляет 27 км.

## Описание
Река берёт начало из озера Нижнезолотицкое. Золотица течёт по Онежскому полуострову с востока на запад и впадает в губу Летняя Золотица Белого моря у деревни Летняя Золотица на Онежском берегу. От устья Золотицы до мыса Сатанский — 1,6 мили к востоку—северо-востоку. Питание снеговое и дождевое.

## Притоки
- Выговка
- Выгостровка

## Данные водного реестра
По данным государственного водного реестра России и геоинформационной системы водохозяйственного районирования территории РФ, подготовленной Федеральным агентством водных ресурсов:
- Бассейновый округ — Двинско-Печорский
- Речной бассейн — Северная Двина
- Речной подбассейн — Северная Двина ниже места слияния Вычегды и Малой Северной Двины
- Водохозяйственный участок — Реки бассейна Белого моря от северо-восточной границы р. Золотица до мыса Воронов без р. Северная Двина

## Карта
- Лист карты Q-37-25,26 верховье р  Мал  Варгуза. Масштаб: 1 : 100 000. Состояние местности на 1983 год. Издание 1988 г.